# Zeche Vereinigte Eulalia
Die Zeche Vereinigte Eulalia ist ein ehemaliges Steinkohlenbergwerk in Wetter. Das Bergwerk wurde bereits 1855 erstmals erwähnt und war bis 1922 mit mehreren Unterbrechungen und einer Umbenennung in Betrieb.

## Bergwerksgeschichte Vereinigte Eulalia
Am 12. Februar 1856 wurde die Mutung für das Grubenfeld eingelegt. Am 27. März 1858 erfolgte die Verleihung des Geviertfeldes Eulalia und am 4. November desselben Jahres die Verleihung für die Geviertfelder Eulalia II und  Eulalia III. Nach der Verleihung konsolidierten die drei Geviertfelder zur Zeche Vereinigte Eulalia. Die Berechtsame umfasste 3 km². Am Jahresanfang des Jahres 1859 wurde mit dem Vortrieb des Stollens begonnen, das Stollenmundloch befand sich am Nordufer des späteren Harkortsees, an der Straße von Wetter nach Herdecke. Der Auffahrung des Stollens wurde in nördlicher Richtung getätigt.
Im Jahr 1862 betrug die Länge des Stollens 80 ½ Lachter, jedoch war bis zu diesem Zeitpunkt noch kein Flöz erschlossen. Bei einer Stollenlänge von 41 Lachter ab Stollenmundloch wurde damit begonnen, nach Westen einen Suchort mit einer Steigung von 31,5 Gon aufzufahren. Da kein Flöz gefunden wurde, wurde im Mai 1863 die Auffahrung des Suchortes nach Westen bei einer Länge von 23 1/8 Lachter gestundet. Anschließend wurden 2 Schächte bis zu einer Teufe von 12 Lachter im Feld Eulalia II geteuft. Am 28. November desselben Jahres wurde das Teufen der Schächte gestundet, da wiederum kein Flöz gefunden worden war. Außerdem wurde das Bergwerk stillgelegt.
Am 20. September 1904 gab es einen erneut erfolglosen Versuch eines Flözaufschlusses an einer anderen Stelle des Grubenfeldes. Im Jahr 1910 wurde das Bergwerk kurzzeitig mit drei Bergleuten betrieben.

## Bergwerksgeschichte Eulalia
Nach der Umbenennung in Zeche Eulalia und Wiederinbetriebnahme am 1. April 1914 wurden erneute Sucharbeiten, unter anderem an der Gederner Straße in Herdecke-Voßkuhle, getätigt. Da die Arbeiten mit drei Bergleuten keine Förderung erbrachten, wurde die Zeche bald wieder außer Betrieb genommen. Im Jahr 1917 kam es zur erneuten Wiederinbetriebnahme des Stollens an der Straße Wetter-Herdecke. Die Weiterauffahrung und Erweiterung des Stollens wurde mit drei Bergleuten bis zu einer Auffahrungslänge von 180 Metern ab Stollenmundloch durchgeführt. Im Jahr 1918 waren zehn Bergleute beschäftigt, es wurde jedoch kein Abbau betrieben. Im Jahr 1919 wurde ein bereits angesetzter Stollen, der sich 200 Meter weiter westlich oben im Steilhang befand, weiter vorgetrieben. Da auch hier kein Flöz erschlossen werden konnte, wurde der Vortrieb bald gestundet.
Im Frühjahr des Jahres 1920 wurde der Stollen an der Straße von Wetter nach Herdecke aufgegeben. Im September desselben Jahres wurde im Stollen in der Voßkuhle erfolglos nach Steinkohle gesucht. Im Oktober wurde dann der Buchfinken-Stollen im Grubenfeld Harkorten weiter aufgefahren. Im Jahr 1921 wurde ein Flöz angefahren und mit dem Abbau begonnen, mit neun Bergleuten wurden 212 Tonnen Steinkohle gefördert. Im darauffolgenden Jahr erreichte der Buchfinken-Stollen eine Länge von 65 Meter, mit sieben Bergleuten wurden 396 Tonnen Steinkohle gefördert. Am 15. Februar 1922 wurde die Zeche Eulalia endgültig stillgelegt.